# NGC 2449
NGC 2449 is een spiraalvormig sterrenstelsel in het sterrenbeeld Tweelingen. Het hemelobject werd op 18 januari 1874 ontdekt door de Franse astronoom Édouard Jean-Marie Stephan.

## Synoniemen
- UGC 4026
- MCG 5-19-7
- ZWG 148.20
- PGC 21802